# 尼基福尔·纳塔列维奇
尼基福尔·雅科夫列维奇·纳塔列维奇，（俄语： Ники́фор Я́ковлевич Натале́вич，1900年5月17日—1964年3月28日），白俄罗斯人，苏联党和国家领导人。曾任白俄罗斯苏维埃社会主义共和国中央执行委员会代主席、白俄罗斯苏维埃社会主义共和国最高苏维埃主席团主席兼苏联最高苏维埃主席团副主席等职务。

## 生平
- 1900年5月17日出生于莫吉廖夫省奥尔沙的一个铁路工人家庭。十二岁起开始工作，做过锯木厂、煤炭仓库工人，铁路上修理工等职务。
- 1917年-1919年，莫吉廖夫省奥尔沙市邮局邮递员。
- 1919年，红军第2维捷布斯克预备役步枪团士兵。
- 1919年-1920年，东线红军第5集团军基础工程参谋部文员。
- 1920年-1921年，彼尔姆军事工程参谋部文员。
- 1921年-1922年，乌拉尔军区军事工程部军委秘书。1921年毕业于彼尔姆夜校。
- 1922年-1924年，西部军区政治局教官兼组织者、办事员。1922年加入俄共（布）。
- 1924年-1926年，西部军区军事政治学校学习。
- 1927年，白俄罗斯军区第97步兵师第33团连队政委。
- 1928年-1932年，白俄罗斯军区第97步兵师第33团政委。
- 1932年-1937年，白俄罗斯军区第6军政委。1934年毕业于列宁格勒托尔马乔夫军政学院。
- 1937年，白俄罗斯军区第110步兵师第37步枪团政治教官；白俄罗斯军区第50步兵师政治部部长，营政委军衔。
- 1937年11月-1938年7月，白俄罗斯苏维埃社会主义共和国中央执行委员会代主席。
- 1938年7月-1948年3月，白俄罗斯苏维埃社会主义共和国最高苏维埃主席团主席兼苏联最高苏维埃主席团副主席。1939年末，他大力支持西白俄罗斯并入苏维埃白俄罗斯。
- 1948年3月-1950年，奔萨州政府工业合作部长。
- 1950年-1951年，奔萨别林斯基师范学院函授部副主任。
- 1951年-1956年，奔萨州小河运输和开发部长。
- 1956年-1960年，白俄罗斯巴拉诺维奇市酒精厂长，布列斯特市肉类加工厂长。
- 1960年起退休，在奔萨生活。
- 1964年3月28日于奔萨逝世，享年63岁。葬于米罗诺西茨基公墓。

纳塔列维奇是联共（布）18大代表；第1-2届苏联最高苏维埃联盟院代表，第1-2届白俄罗斯苏维埃社会主义共和国最高苏维埃代表。

## 荣誉
- 列宁勋章（1939）
- 两次红旗勋章（1943,1944）